# Liua
Liua es un género de anfibios caudados de la familia Hynobiidae. Son endémicas de China.

## Especies
Según ASW:
- Liua shihi (Liu, 1950)
- Liua tsinpaensis (Liu & Hu, 1966)